# Marianowo (przystanek kolejowy)
Marianowo – nieczynny przystanek stargardzkiej kolei wąskotorowej w Marianowie, w województwie zachodniopomorskim, w Polsce. Przystanek został zamknięty 1 czerwca 1996 roku.